# Kyuss
Kyuss (pronuncia-se kaius) foi uma banda formada em 1988 em Palm Desert, Califórnia. Popularizou o até então desconhecido movimento musical stoner rock. A banda ganhou status de cult pois em pouco tempo lançou álbuns aclamados e realizou várias turnês. De suas cinzas nasceram os grupos Queens of the Stone Age, Hermano, Slo Burn, Brant Bjork, Che, e Mondo Generator.

## História

### Começo de carreira (1989-1991)
Com influências que iam do heavy metal ao punk rock, a banda foi formada em Palm Springs,Califórnia em 1989 sob o nome de Katzenjammer (mais tarde nome de uma canção do álbum Wretch) composta por John Garcia (vocal), Josh Homme (guitarra), Chris Cockrell (baixo), Brant Bjork (bateria) e Nick Oliveri (guitarra base). Essa formação era um projeto da banda, na qual ela tentava tocar músicas do Black Flag sem sucesso por serem velozes demais para eles naquele tempo. E não durou muito, com Oliveri saindo por se mudar de cidade por um ano e pelo desejo de Josh em ser o único guitarrista da banda.
Logo, trocaram o nome para Sons of Kyuss, inspirados em uma criatura do jogo Dungeons & Dragons e começaram a tocar nas chamadas "generator parties", festas no meio do deserto regadas a bebidas e drogas ilícitas, em que as bandas usavam geradores movidos a gasolina para gerar energia para os equipamentos. Josh Homme começou a ganhar uma reputação por tocar guitarra elétrica através de amplificadores de baixo para criar um som pesado e grave. Muitos não os consideravam como apenas outra banda de rock/metal pelo talento de Josh na guitarra e o som mais psicodélico que eles faziam.
Após gravarem uma demo, eles conseguem lançar em 1990 um EP independente chamado Sons of Kyuss (composto basicamente das canções que formariam o primeiro álbum do Kyuss),  após o qual Chris Cockrell deixa a banda. Nick Oliveri é chamado para tocar baixo no lugar de Cockrell e a banda consegue assinar um contrato com um pequeno selo californiano chamado Dali Records. A banda encurta seu nome para Kyuss.

### Era Wretch (1991)
A banda lança em 1991 o álbum Wretch, mas fica descontente com a gravação e distribuição do álbum. Apesar disso, ali tinha uma banda promissora. Mas em um dos seus shows, que era o grande forte do Kyuss, conheceram Chris Goss da então banda Masters of Reality que foi convidado para produzir o próximo álbum da banda. Josh tinha 18 anos. Garcia tinha 21 anos.

### Era Blues For The Red Sun (1992-1994)
Lançado em 1992, Blues for the Red Sun foi aclamado pelo público e pela crítica, a banda estava com um novo folêgo pois assinou com uma gravadora major, a Elektra Records e tinha músicas tocando na rádio, e por último, turnês com bandas como Metallica, Soundgarden e Tool. Mas com esse inesperado estouro, começa os desentendimentos entre os integrantes, principalmente pelas longas turnês. Quando a banda começa a trabalhar no próximo álbum, Nick Olivieri sai da banda e em seu lugar, entra Scott Reeder (ex-The Obsessed). Josh tinha 19 anos.

### Era Welcome To Sky Valley (1994)
Com essa nova formação gravam o clássico Welcome to Sky Valley‎ lançado em 1994 e produzido por Goss também. O álbum foi um sucesso de críticas e público,e ainda mais por se tratar de um projeto ambicioso (o álbum é composto de três suítes),e entram mais turnês e mais hits. No fim da turnê, para a supresa de todos, Brant Bjork sai da banda e em seu lugar entra o músico de jazz Alfredo Hernandez. Josh tinha 21 anos. Garcia tinha 24 anos.

### Era …And the Circus Leaves Town (1995)
Em 1995 sai o último álbum de estúdio da banda o experimental …And the Circus Leaves Town, um bom álbum que não agradou à imprensa e nem aos fãs, que ficaram divididos. A banda anuncia seu fim. Josh tinha 22 anos. Garcia tinha 25 anos.

### Pós-Kyuss
Josh Homme passa a ficar desiludido com música. De acordo com ele, não sentia que ele pudesse passar algo através de sua música que outros artistas como, por exemplo, Iggy Pop já não tivessem feito da melhor forma possível. Nesse estado, Muda-se para Seattle e entra numa faculdade.
Após rever seus conceitos e perceber que ele apenas deveria fazer música que o agradasse, não importando com os outros, Homme volta a tocar e se envolve em diversos projetos. Entre eles, um chamado Gammaray (nome que não vingou porque a banda alemã de mesmo nome ameaçou processá-los) que mais tarde foi rebatizado de Queens of the Stone Age.
Homme acaba por lançar um split das gravações de sua mais nova banda (gravações ainda quando a banda se chamava Gammaray) e as últimas gravações do Kyuss no Rancho de la Luna, de propriedade de Dave Catching. Entre as canções lançadas, destaca-se o cover da música "Into The Void" do Black Sabbath no split "Kyuss/Queens of the Stone Age" pela Man's Ruin. Em 2000, sai o álbum Muchas Gracias: The Best of Kyuss com gravações raras e músicas ao vivo. John Garcia teve inúmeros projetos como o Slo Burn, o Unida e atualmente o Hermano, Brant Bjork tem sua banda solo e toca guitarra no powertrio Che (tendo ainda o último baterista a tocar no Kyuss, Hernandez) e participou de alguns álbuns da banda Californiana Fu Manchu. Josh Homme tocou por um tempo no Screaming Trees e ajudou a produzir as ecléticas Desert Sessions e hoje lidera o bem sucedido Queens of the Stone Age. Nick Oliveri tocou na banda punk The Dwarves, depois ficou um bom tempo no QOTSA, mas hoje se dedica a sua banda, Mondo Generator. Em 2004 foi lançado um tributo ao Kyuss chamado Listen Without Distraction com bandas como Buffalo e Cruz Diablo homenageando o som impactante dessa banda que redefiniu os padrões da música pesada.
Em 20 de Dezembro de 2005, no encore do show do Queens of the Stone Age no Wiltern LG em Los Angeles, Homme convida John Garcia para cantar 3 músicas do Kyuss: "Hurricane", "Supa Scoopa And The Mighty Scoop" e "Thumb". Os dois não tocavam juntos desde o fim do Kyuss, em 1995.

### Kyuss Lives!
Em 2010, o cantor John Garcia sai em turnê com o projeto Garcia Plays Kyuss. No mesmo ano, o músico convidou Nick Oliveri e Brant Bjork, ex-companheiros de banda, para subir ao palco no festival francês Hellfest. A recepção foi tão forte, que a banda vai sair em turnê pela Europa com o nome Kyuss Lives!. Em 2011, a banda vai entrar em estúdio com o guitarrista Bruno Fevery (substituindo Josh Homme) para gravar um disco inédito.

## Integrantes

### Atualmente
- John Garcia (vocal)
- Bruno Fevery (guitarra)
- Nick Oliveri (baixo) (1990 - 1992)
- Brant Bjork (bateria) (1989 - 1994)

### Última formação como Kyuss
- John Garcia (vocal)
- Josh Homme (guitarra)
- Scott Reeder (baixo)
- Alfredo Hernandez (bateria)

### Ex-integrantes
- Chris Cockrell (baixo) (1989 - 1990)
- Nick Oliveri (baixo) (1990 - 1992)
- Brant Bjork (bateria) (1989 - 1994)

## Discografia

### Álbuns de estúdio
- Wretch (1991)
- Blues for the Red Sun‎ (1992)
- Welcome to Sky Valley‎ (1994)
- ...And the Circus Leaves Town (1995)

### Coletâneas
- Muchas Gracias: The Best of Kyuss (2000)
- 3 For 1 (2000)

### EP
- Sons of Kyuss‎ (1990)
- Kyuss/Queens of the Stone Age Split (1997)
- Kyuss/Wool Split (2001)
- Tin Man's Cue/Miniature... (2001)

### Singles
- "Green Machine" (1992)
- "Sky Valley Part III" (1994)
- "Demon Cleaner" (1994)
- "One Inch Man" (1995)
- "Gardenia" (1995)
- "Into The Void" (1996)

### Álbum Tributo
- Listen Without Distraction: A Tribute to Kyuss (2004)